# Пелтініш (комуна, Ботошань)
Пелтініш (рум. Păltiniș) — комуна у повіті Ботошані в Румунії. До складу комуни входять такі села (дані про населення за 2002 рік):
- Кузлеу (183 особи)
- Пелтініш (2083 особи)
- Слобозія (89 осіб)
- Хородіштя (958 осіб)

Комуна розташована на відстані 422 км на північ від Бухареста, 52 км на північ від Ботошань, 137 км на північний захід від Ясс.

## Населення
За даними перепису населення 2002 року у комуні проживали 3313 осіб.
Національний склад населення комуни:
| Національність | Кількість осіб | Відсоток |
| -------------- | -------------- | -------- |
| румуни         | 3310           | 99,9%    |
| українці       | 2              | 0,1%     |
| угорці         | 1              | < 0,1%   |

Рідною мовою назвали:
| Мова      | Кількість осіб | Відсоток |
| --------- | -------------- | -------- |
| румунська | 3312           | > 99,9%  |
| угорська  | 1              | < 0,1%   |

Склад населення комуни за віросповіданням:
| Релігія            | Кількість осіб | Відсоток |
| ------------------ | -------------- | -------- |
| православні        | 3144           | 94,9%    |
| бретрени           | 35             | 1,1%     |
| п'ятдесятники      | 13             | 0,4%     |
| не релігійні       | 7              | 0,2%     |
| адвентисти         | 3              | 0,1%     |
| реформати          | 1              | < 0,1%   |
| не вказали релігію | 1              | < 0,1%   |

## Зовнішні посилання
- Дані про комуну Пелтініш на сайті Ghidul Primăriilor